# 잇 겟츠 베터 프로젝트

로고

잇 겟츠 베터 프로젝트(영어: It Gets Better Project)는 미국의 작가이자 미디어 평론가인 댄 새비지와 그의 남편 테리 밀러가 2010년 9월에 시작한 온라인 비디오 채널이다. 게이라는 이유로 따돌림을 받거나 그로 인해 자살을 하는 10대 청소년이 많아짐에 따라 시작한 것으로, 청소년 성소수자가 자살하는 것을 예방을 목적으로 한다.